# Place de Bretagne (Nantes)
Pour l’article homonyme, voir Place de Bretagne.
La place de Bretagne est une place de Nantes, en France.

## Situation et accès
Située dans le centre-ville de Nantes, elle dessert les rues Président-Édouard-Herriot, Léopold-Cassegrain, du Pont-Sauvetout, de Budapest et Mercœur.
Les rues de l'Arche-Sèche et de l'Abreuvoir se situent en contrebas de la place. On ne peut accéder à cette dernière voie que par des escaliers ou un ascenseur.
L'essentiel de la place forme un espace piétonnier, hormis les abords nord, nord-ouest et ouest ouverts à la circulation automobile permettant de desservir les rues Président-Édouard-Herriot, Léopold-Cassegrain, Budapest et Mercœur. Ces voies de circulation sont bordées de massifs plantés de pins sylvestres, de féviers d'Amérique et de chênes verts, à proximité desquels ont été installés des bancs.

## Origine du nom
Elle est nommée en référence à la province de Bretagne.

## Historique
Ancienne place de marché (notamment pour le commerce des veaux), elle précédait autrefois l'entrée de la porte Sauvetout, située au sud-est, et resta longtemps dépourvue de pavés. Outre le marché bi-hebdomadaire des veaux, deux autres manifestations marchandes importantes s'y déroulaient : « la foire nantaise » et « la Guibrée ». À ceci s'ajoutait une foire qui durait un mois. La multiplication des constructions d'habitation autour de la place et son rôle devenu important dans le flux de circulation conduisent le conseil de ville à décréter, le 22 août 1752, le transfert des activités marchandes sur la place Viarme, située non loin de là.
L'endroit a porté le nom de « Marché-aux-Veaux », du nom du marché bi-hebdomadaire spécialisé dans ce domaine qui s'y tenait. Le nom qu'on lui connait aujourd'hui est mentionné en 1763. Pendant la Révolution, elle est baptisée « rue Buffon ».
Quelques années après la Seconde Guerre mondiale, l'architecte en chef chargé de la reconstruction de la ville, Michel Roux-Spitz, entame la reconstruction de la place endommagée par les bombardements des 16 et 23 septembre 1943. Il profite des destructions pour procéder à l'agrandissement de l'espace public. Puis, de part et d'autre de la rue Président-Édouard-Herriot (ancienne partie sud de la rue du Marchix, élargie et redessinée), il édifie deux immeubles imposants en béton : à l'ouest, le siège de la Caisse régionale d'assurance maladie, et à l'est la Poste centrale, alors qu'au sud de la place de Bretagne est également édifiée la Trésorerie générale, ceci dans le même esprit que ceux de la rue du Calvaire, située non loin de là. La place est livrée en 1958, après neuf ans de travaux.
En 1971 commence la construction du plus haut édifice de la ville, dû à l'architecte Claude Devorsine : la Tour Bretagne, qui est également le 3e immeuble le plus élevé de province et dont le vaste hall d'accès s'ouvre au sud-est de la place. Ce bâtiment qui culmine à 144 mètres, est livré à ses promoteurs en 1976, avec plus d'un an de retard sur le planning prévu.
À la fin des années 1990, la place est de nouveau restructurée pour la rendre presque entièrement piétonnière. Dans le même temps, l'immeuble de la Trésorerie générale est rasé pour laisser la place à une nouvelle construction dont le rez-de-chaussée est occupé par une grande enseigne d'article de sport, Go Sport, tandis que des appartements occupent les étages supérieurs.
Depuis 2000, la place est traversée par la ligne 3 du tramway et une station baptisée Bretagne est aménagée à proximité de la Porte Sauvetout au sud-est de la place.

## Bâtiments remarquables et lieux de mémoire

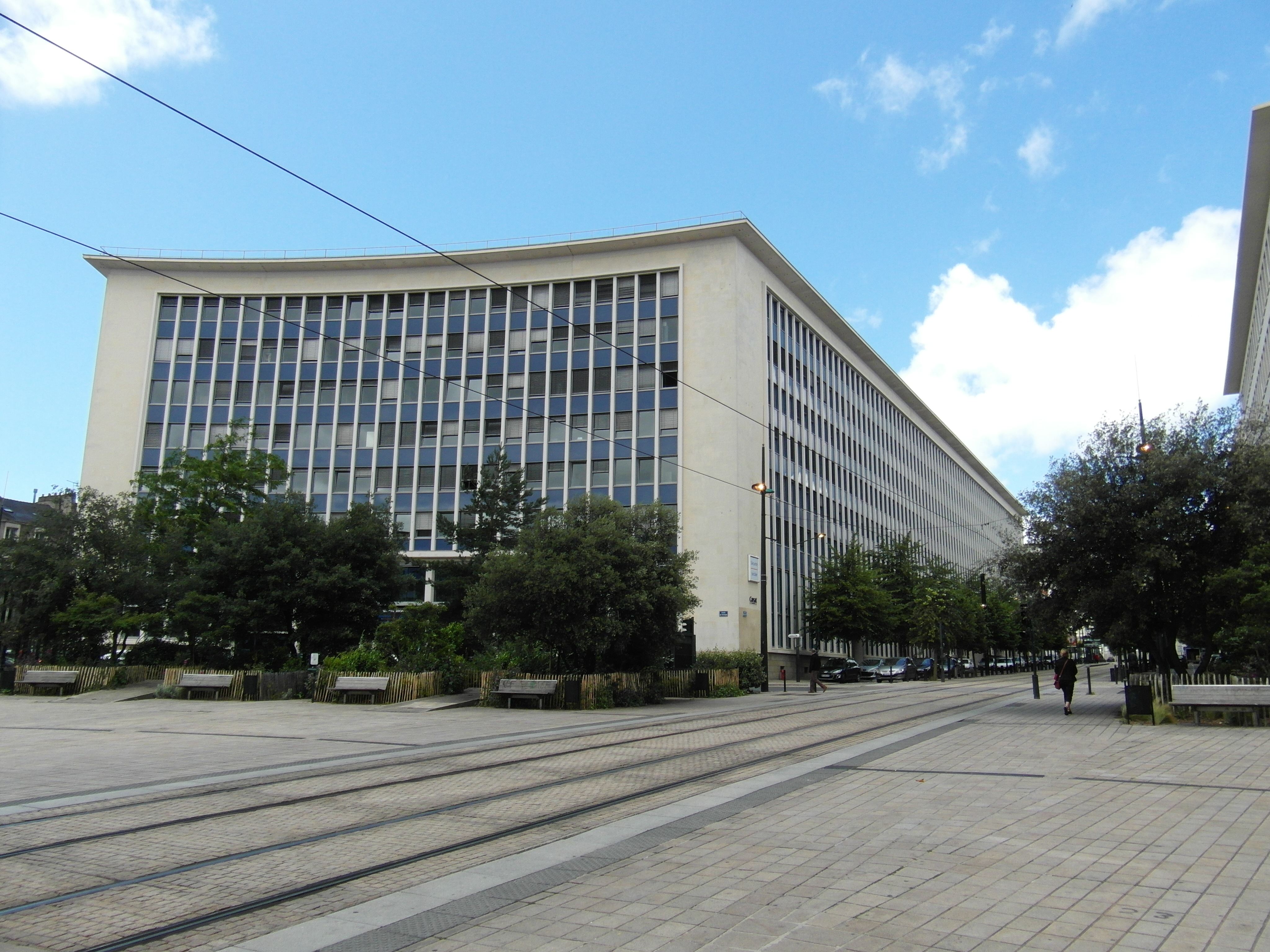
L'immeuble de la Caisse d'assurance retraite et de la santé au travail est situé entre les rues Président-Édouard-Herriot et Mercœur.

- La poste principale est le premier bâtiment d'importance construit sur la place dans le style du mouvement moderne. Il a été inauguré en 1963[4],[3].
- Le siège de la CARSAT des Pays de la Loire dont le projet de construction du bâtiment destiné à accueillir les services de l'URSSAF est lancé en 1960. Les architectes Yves Liberge et Pierre Joëssel en dressent les plans, dans le style du mouvement moderne. Les travaux s'achèvent en 1964. L'édifice, qui présente 8 niveaux sur 28 mètres de haut, est situé au no 2 de la place. Il accueille par la suite la CRAM, devenue ensuite la CARSAT[5],[6],[7].
- La tour Bretagne conçue par l'architecte Claude Devorsine a été inaugurée en 1976, après cinq ans de travaux. Avec 144 mètres de hauteur, elle est la quatrième plus haute tour de bureaux de province.

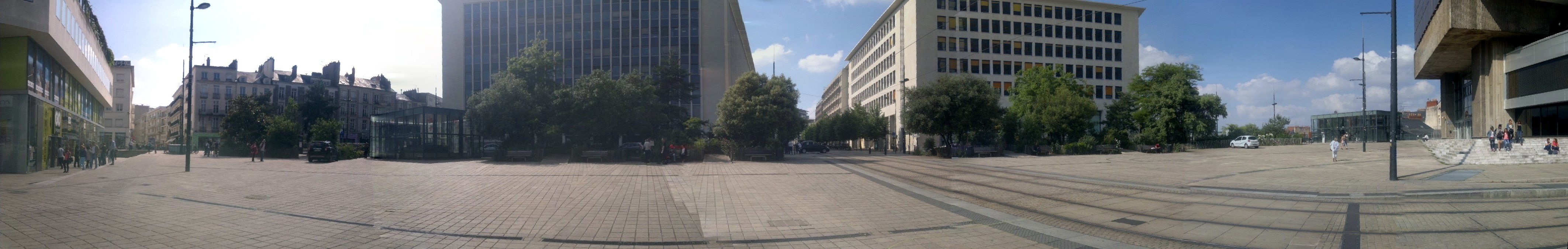
Panoramique de la place, vue de la rue du Pont-Sauvetout.